# Gimpo
Gimpo (kor. 김포) – miasto w Korei Południowej, w prowincji Gyeonggi.